# Uno Stacko
Uno Stacko è una delle varianti del gioco di carte Uno, che consiste in una torre composta da blocchi di plastica posti a tre a tre gli uni sugli altri.
Ci sono due versioni di Uno Stacko. La meno recente fa uso di un dado che stabilisce l'ordine di gioco dei vari giocatori. La versione più recente e diffusa è quella che non fa uso di dadi e che quindi si avvicina alla torre del gioco chiamato Jenga.
Ci sono 45 blocchi di plastica di colori rosso, giallo, verde e blu. La versione più vecchia ha tali blocchi numerati da 1 da 4, mentre nella versione recente sono stati aggiunti i seguenti blocchi:
- Pesca 2
- Inverti il giro
- Salta giocatore
- Cambia colore

Nella versione più vecchia il gioco viene condotto dalla casualità del dado che indica quale colore/numero deve essere estratto dai livelli inferiori della torre. Una volta estratto il blocco esso viene riposto all'ultimo livello della torre.
Nella versione recente è stato eliminato il dado. Come risultato quando un giocatore estrae un blocco e lo pone sulla sommità, il colore/numero di quest'ultimo ne determina il tipo che deve essere estratto dal giocatore successivo. L'unico blocco che può essere sempre estratto è il Cambia colore che permette appunto di far cambiare il colore corrente dei blocchi.
Il gioco finisce quando la torre cade. Il vincitore sarà l'ultimo giocatore che è stato abile a non far cadere la torre nel proprio turno.